# Triglav Trophy 2017
Triglav Trophy 2017 – międzynarodowy turniej seniorów w łyżwiarstwie figurowym w sezonie 2016/2017. Został rozegrany w dniach 5–9 kwietnia 2017 roku w słoweńskich Jesenicach.
Wśród solistów triumfował reprezentant Rosji Aleksandr Pietrow, natomiast w rywalizacji solistek najlepsza okazała się również reprezentantka Rosji Alina Sołowjowa.

## Wyniki

### Soliści
| Pozycja | Zawodnicy            | Punkty | SP | SP    | FS | FS     |
| ------- | -------------------- | ------ | -- | ----- | -- | ------ |
| 1       | Aleksandr Pietrow    | 217.56 | 2  | 75.62 | 1  | 141.94 |
| 2       | Andriej Łazukin      | 214.77 | 1  | 77.33 | 2  | 137.44 |
| 3       | Dario Betti          | 171.50 | 3  | 64.55 | 3  | 106.95 |
| 4       | Alberto Vanz         | 151.22 | 4  | 47.77 | 4  | 103.45 |
| 5       | Mattia Dalla Torre   | 143.30 | 5  | 47.53 | 7  | 95.77  |
| 6       | Nicky Obrejkow       | 143.17 | 7  | 43.19 | 5  | 99.98  |
| 7       | Josh Brown           | 138.92 | 10 | 39.23 | 6  | 99.69  |
| 8       | Alexander Borovoj    | 134.05 | 8  | 40.29 | 8  | 93.76  |
| 9       | Albert Muck          | 128.57 | 6  | 44.03 | 10 | 84.54  |
| 10      | Alexander Maszljanko | 124.76 | 9  | 39.47 | 9  | 85.29  |

### Solistki
| Pozycja | Zawodnicy               | Punkty | SP | SP    | FS | FS     |
| ------- | ----------------------- | ------ | -- | ----- | -- | ------ |
| 1       | Alina Sołowjowa         | 177.70 | 1  | 54.23 | 1  | 123.47 |
| 2       | Brooklee Han            | 140.90 | 4  | 44.28 | 2  | 96.62  |
| 3       | Jennifer Schmidt        | 124.51 | 2  | 46.41 | 3  | 78.10  |
| 4       | Guia Maria Tagliapietra | 116.88 | 3  | 44.34 | 6  | 72.54  |
| 5       | Daša Grm                | 116.73 | 6  | 39.20 | 4  | 77.53  |
| 6       | Ilaria Nogaro           | 110.82 | 7  | 35.20 | 5  | 75.62  |
| 7       | Kim Su-hyun             | 107.58 | 5  | 41.48 | 7  | 66.10  |
| DNS     | Dária Jakab             |        |    |       |    |        |
| DNS     | Eszter Szombathelyi     |        |    |       |    |        |